# Mirna
Mirna (italsky Quieto) je kaňonová řeka v Chorvatsku. Je dlouhá 52,8 km, díky čemuž je nejdelší řekou na Istrijském poloostrově. Pramení u vesnic Erkovčići a Hum v pohoří Ćićarija. U vesnice Antenal ústí do Jaderského moře.
V blízkosti řeky leží sídla Erkovčići, Hum, Benčići, Kotli, Podkuk, Pengari, Sveti Ivan, Juričići, Buzet, Veli Mlun, Podrebar, Sovinjak, Mali Mlun, Pračana, Gradinje, Bartolići, Ipši, Golubići, Livade, Trombal, Bijele Zemlje, Nardući a Antenal. Nachází se zde též lázeňské středisko Istarske Toplice, které je součástí vesnice Gradinje.
Mezi přítoky Mirny patří potoky Pivka, Krvar, Draga, Rečina, Butoniga a Bračana. Voda je do řeky postupně po jejím toku doplňována z krasových pramenů Sveti Ivan, Sveti Stjepan a Gradola. V blízkosti Buzetu řeka tvoří 200 m hluboký kaňon. Po toku řeky se nachází celkem sedmnáct vodopádů, vysokých až třicet metrů. V nejnižší části je voda v řece brakická, protože do ní proniká přílivová vlna moře.
V řece žije úhoř říční, mořčák evropský, mořan zlatý, mořan ryjící a cípal hlavatý. Kolem Mirny se rozkládá Motovunský les, v němž roste dub letní, který je ve Středomoří vzácným druhem stromu, a v němž jsou nacházeny lanýže.
Ve spodní části toku byla Mirna v roce 1631 kanalizována. Kolem spodního toku řeky se rozkládají zavlažované a obdělávané mokřady.